# Sedlice (okres Příbram)
Sedlice (německy Sedlitz) je obec v okrese Příbram ve Středočeském kraji, asi 10 km jihozápadně od Příbrami. Žije zde 279 obyvatel.

## Historie
První písemná zmínka o obci pochází z roku 1349. Osada se nazývala také Sedlce, od slova sedlo tj. sídlo ze kterého pochází i slovo sedlák nebo též držitel statku. Od starodávna patřila k rožmitálskému panství. Farou Sedlice přísluší ke Starému Rožmitálu. Kaplička na návsi byla postavena roku 1840. Zvonek si obec pořídila již roku 1791. V roce 1896 došlo k založení Sboru dobrovolných hasičů. Pomník padlým ve Světové válce byl postaven před kaplí v roce 1921.

## Obecní správa

### Části obce
- Hoděmyšl (k. ú. Hoděmyšl)
- Sedlice (k. ú. Hoděmyšl)

Součástí obce je také základní sídelní jednotka Belina. K obci patří také Mlýnek a Pourka.
Sousedními obcemi sídla jsou Rožmitál pod Třemšínem a Vranovice.

### Územněsprávní začlenění
Dějiny územněsprávního začleňování zahrnují období od roku 1850 do současnosti. V chronologickém přehledu je uvedena územně administrativní příslušnost obce v roce, kdy ke změně došlo:
- 1850 země česká, kraj Plzeň, politický i soudní okres Březnice[6]
- 1855 země česká, kraj Písek, soudní okres Březnice
- 1868 země česká, politický okres Blatná, soudní okres Březnice
- 1939 země česká, Oberlandrat Klatovy, politický okres Blatná, soudní okres Březnice[7]
- 1942 země česká, Oberlandrat Plzeň, politický okres Strakonice, soudní okres Březnice[8]
- 1945 země česká, správní okres Blatná, soudní okres Březnice[9]
- 1949 Plzeňský kraj, okres Blatná[10]
- 1960 Středočeský kraj, okres Příbram
- 2003 Středočeský kraj, okres Příbram, obec s rozšířenou působností Příbram

### Starostové
- Zuzana Šourková (2010–2020)
- Jiří Čech (2020-současnost)

### Znak a vlajka
Znak je tvořen odvrácenými polovinami stříbrného mlýnského kola nahoře vztyčený zlatý lipový list, dole zlatý zvon na modrém štítě. Vlajku tvoří tři svislé pruhy, modrý, žlutý a modrý, v poměru 8 : 3 : 8. V modrých pruzích dvě od žlutého pruhu odvrácené poloviny bílého mlýnského kola. Poměr šířky k délce listu je 2 : 3.

### Členství ve sdruženích
Sedlice je členem ve svazku obcí Mikroregion Třemšín, který vznikl v roce 2000 s cílem celkového rozvoje regionu.

## Doprava

### Dopravní síť
Do obce vedou silnice III. třídy. Územím obce vede silnice I/18 Rožmitál pod Třemšínem – Příbram – Sedlčany – Votice. Železniční trať ani stanice či zastávka na území obce nejsou.

### Autobusová doprava 2024
Autobusovou dopravu v obci Sedlice zajišťuje společnost Arriva Střední Čechy. Obec je součástí Pražské integrované dopravy (PID). V obci se nachází zastávka Sedlice. V Hoděmyšli se nachází zastávka Sedlice,Hoděmyšl. Autobusová linka 521 spojuje Sedlici nebo Hoděmyšl s Vranovicemi, Lázem, Bohutínem a Příbramí a na druhou stranu s Rožmitálem pod Třemšínem, Věšínem a Bukovou. Autobusy jezdí buď přes Sedlici nebo Hoděmyšl (kromě jednoho spoje).